# 福克D-XXI戰鬥機
福克D-XXI戰鬥機是荷蘭福克飛機公司應1934年荷蘭陸軍航空隊的新戰鬥機招標項目而研製的戰鬥機，由艾殊．沙切基領導的設計小組在南阿姆斯特丹的工廠完成，1936年已造好原型機並曾在荷屬印尼測試在熱帶地區的使用情況，但由於荷蘭國防經費有限，當時軍方認為究竟用同一筆錢買福克D-XXI戰鬥機還是用來擴充轟炸機部隊而有過一番爭論，後來由於福克D-XXI外銷芬蘭並表現良好，荷蘭軍方決定首先用福克D-XXI裝備駐荷屬印尼的部隊作試用，直至1939年9月8日，荷蘭軍方才決定下36架訂單買福克D-XXI戰鬥機去裝備荷蘭本土的戰鬥機部隊，這時第二次世界大戰的歐戰已開始了一星期。

## 設計
福克D-XXI戰鬥機為下單翼，封閉式座艙，座艙蓋為有機玻璃，在跳傘時可整個拋棄，主起落架為固定式並有整流罩，固定式起落架雖然增加了飛行時的風阻但結構簡單而且重量輕，但芬蘭人和西班牙人也曾試驗過可收放式起落架。
福克D-XXI主翼內部結構為兩條木製翼樑和膠合板翼肋，主翼表面為膠合板外覆電木塑膠布蒙皮，機身骨架為鉻鉬合金鋼管焊接而成，機身前部為鋁合金製外殼，後部為外覆帆布蒙皮，在發動機艙後為燃料箱，在左右機翼也各有一個燃料箱，福克D-XXI曾使用過英國布里斯托製水星系列和美國普惠R-1535小雙黃蜂式等多種風冷式發動機。
福克D-XXI的武裝在機頭和機翼，荷蘭原廠採用7.92毫米口徑M36機槍（機頭載彈500發而機翼載彈300發），芬蘭改為7.7毫米口徑維克斯機槍，芬蘭人更曾試過在機翼下方安裝20毫米口徑MG FF機炮。

## 型號
- D-XXI-I

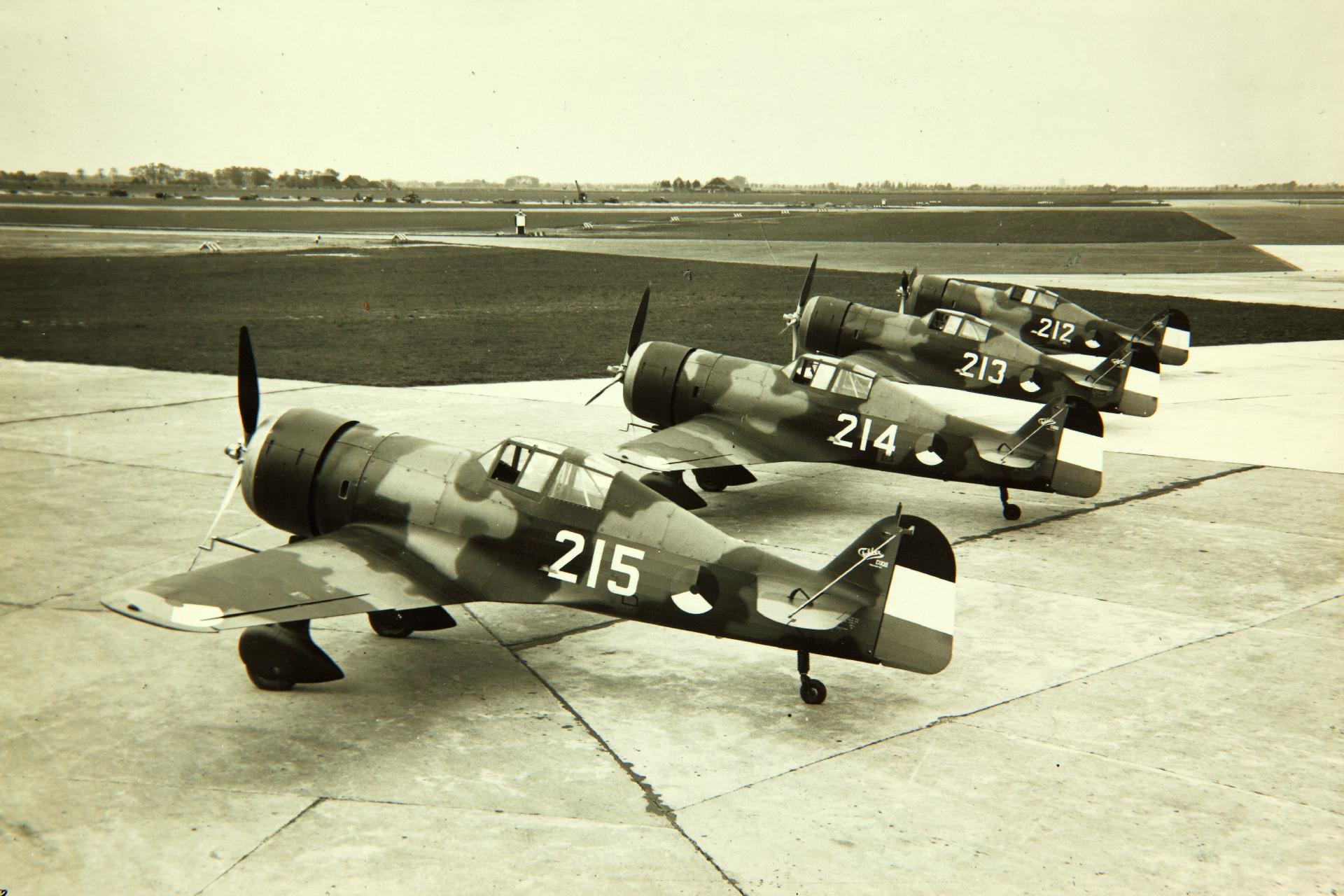
裝備荷蘭本土的D-XXI-II

原型機，採用645匹馬力布里斯托水星VI-S發動機
- D-XXI-II

荷蘭和芬蘭用量產型，採用830匹馬力布里斯托水星VIII發動機，芬蘭改為7.7毫米口徑維克斯機槍
- D-XXI西班牙型

改為採用蘇聯製M25發動機
- D-XXI丹麥型

丹麥獲受權在哥本哈根的丹麥皇家陸軍飛機製造廠生產，採用645匹馬力布里斯托水星VI-S發動機，當中有一架嚐試在主翼下裝有20毫米口徑麥德森機炮
- D-XXI-IV

芬蘭人改為美國製1050匹馬力普惠R-1535小雙黃蜂發動機，由於發動機馬力大增而要加大垂直尾翼面積，機頭兩挺機槍改裝在機翼而令機翼共有4挺機槍

## 基本資料(芬蘭型)
- 機長：8.2米
- 翼展：11米
- 機高：2.92米
- 空重：1594公斤
- 載重：1970公斤
- 翼面積：16.2平方米

福克D-XXI戰鬥機三視圖

- 發動機：1俱英國布里斯托製水星VIII風冷式發動機（馬力=830匹）
- 昇限：11350米
- 最快時速：460公里/小時
- 航程：930公里
- 武裝：4支7.7毫米口徑維克斯機槍(兩挺在機頭+兩挺在左右機翼)
- 乘員：1人

## 實戰

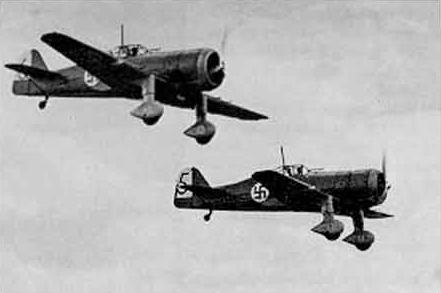
芬蘭空軍的福克D-XXI戰鬥機曾在芬蘇戰爭當中大幹一場

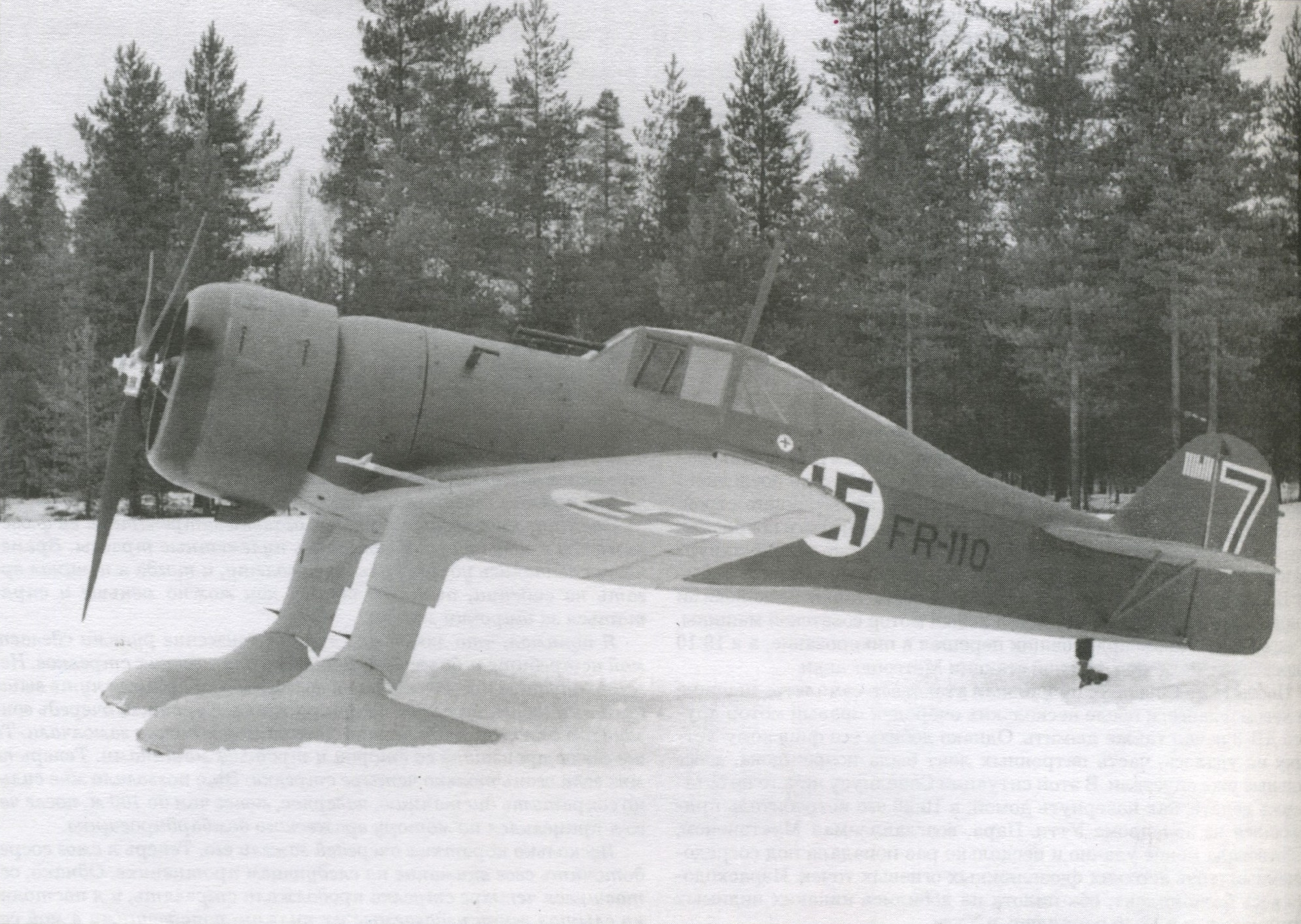
為了應付蘇聯戰場漫長的冬季，有些芬蘭空軍的福克D-XXI戰鬥機把起落架的車輪改為滑雪板

### 西班牙內戰
西班牙第二共和國政府原本已受權生產了50架福克D-XXI戰鬥機的機身，但當有一架安裝了蘇聯製M25發動機的福克D-XXI戰鬥機在1938年8月試飛成功後，生產工廠就受到由佛朗哥領導的叛軍破壞，於是整個西班牙的福克D-XXI戰鬥機計劃就此破滅。

### 二戰西歐
1940年4月，德軍入侵丹麥，丹麥空軍有8架福克D-XXI戰鬥機昇空迎戰。
1940年5月10日，德軍入侵荷蘭，當時荷蘭陸軍航空隊祇有28架福克D-XXI戰鬥機，當天第1戰鬥機隊的一架福克D-XXI戰鬥機在北海上空擊落一架德國空軍Ju 88轟炸機，第2戰鬥機隊的6架福克D-XXI戰鬥機在掩護轟炸機部隊攻擊在鹿特丹過河的德軍時遇上德國空軍9架Bf 109戰鬥機，一場空戰後有一架Bf 109戰鬥機被擊落和2架被擊傷，荷蘭軍損失一架福克D-XXI戰鬥機和兩架轟炸機，直至當天傍晚已有9架福克D-XXI戰鬥機嚴重損毀但並無飛行員傷亡，為了集中力量，荷蘭軍決定把所有仍能用的福克D-XXI戰鬥機集中在阿姆斯特丹以北的依克魯斯機場，由第2日(5月11日)開始連續4日，所有福克D-XXI戰鬥機以單機或小隊執行空戰，當日又有3架Bf 109戰鬥機和兩架Bf 110戰鬥機被福克D-XXI戰鬥機擊落，有一架福克D-XXI戰鬥機誤被自己人的防空炮火擊落，飛行員跳傘成功。
5月14日是荷蘭軍抵抗的最後一日，當日荷蘭軍的福克D-XXI戰鬥機祇剩下16架，當收到荷蘭政府向德軍投降的消息後有8架仍留在依克魯斯機場的福克D-XXI戰鬥機被荷蘭人自己毀掉，其餘8架完好的最終都被德軍擄獲。

### 芬蘇戰爭
由1939年至1944年芬蘭人總共生產了93架福克D-XXI戰鬥機，1939年11月30日，芬蘇冬季戰爭爆發，12月1日，一架蘇軍SB轟炸機被芬蘭空軍編號為FR-104的福克D-XXI戰鬥機擊落，首開其空戰第一個戰果，也在同一天，一架福克D-XXI戰鬥機誤被自己人的防空炮火擊落而成為芬蘭福克D-XXI戰鬥機第一個損失，在整場冬季戰爭期間總共損失了12架芬蘭福克D-XXI戰鬥機。
1941年6月22日，隨著德軍入侵蘇聯而引發德蘇戰爭，芬蘭和蘇聯的繼續戰爭爆發，戰爭的第一天，芬蘭空軍的6架福克D-XXI戰鬥機擊落了2架蘇軍DB-3轟炸機，芬蘭空軍的福克D-XXI戰鬥機曾在芬蘇戰爭當中大幹一場，為了應付蘇聯戰場漫長的冬季，有些芬蘭空軍的福克D-XXI戰鬥機把起落架的車輪改為滑雪板，芬蘭空軍的福克D-XXI戰鬥機在二戰後的1949年才從第一線退下來作為飛行訓練，1952年才正式退役。

## 使用國家和地區
- 荷蘭
- 丹麦
- 芬兰
- 德国
- 西班牙第二共和國
- 荷屬印尼